# Silent Hill: Revelation 3D
Silent Hill: Revelation 3D (no Brasil, Silent Hill: Revelação) é um filme de terror de 2012, sequência do filme Silent Hill e a história se baseia levemente no jogo Silent Hill 3. Trazendo Heather(Cheryl) como personagem principal, sendo interpretada por Adelaide Clemens. A distribuidora responsável por trazer o filme aos cinemas brasileiros é a Playarte, que confirmou a notícia através de sua página oficial no Facebook.

## Sinopse
O filme se passa anos depois dos acontecimentos do primeiro filme, Heather Mason e seu pai sempre fugiram das malignas forças que eles não conseguem entender. Agora, na véspera do seu aniversário de 18 anos, o pai de Heather misteriosamente desaparece. Assombrada por pesadelos e acontecimentos estranhos, Heather é levada para Silent Hill, onde pode ficar presa para sempre.

## Produção
Em uma entrevista de 22 de dezembro de 2006, Christophe Gans, diretor da primeira produção, anunciou que a Sony solicitou oficialmente a produção de um novo filme.
Em entrevista de abril de 2007 o produtor Don Carmody disse que estão desenvolvendo lentamente a adaptação, mas não acha que Christophe queira dirigí-la pois ele está muito envolvido em outro projeto agora.
O roteirista Roger Avary afirmou que só trabalhará na escrita do roteiro de Silent Hill 2 se o diretor Christophe Gans também dirigir esse filme.
E ainda revelou que a Sony Pictures tem interesse em fazer da série uma trilogia.
Em 12 de maio de 2009 a Sony Pictures registrou o domínio silenthill2.net na Internet.
Em 14 de novembro de 2009 foi anunciado que Roger Avary e Samuel Hadida estavam contratados para o filme, como roteirista e produtor respectivamente. As filmagens começariam em 2010 após o término da produção de Resident Evil: Afterlife.
A produção atrasou devido a condenação a um ano de prisão do roteirista Roger Avary por causa da morte de uma pessoa num acidente automobilístico.
De acordo com o produtor Don Carmody o filme deverá ser mais acessível a um público generalizado, não apenas aos jogadores. Carmody afirmou também que a história do filme acontecerá anos depois com o personagem principal, sem especificar muito, bem mais velho. Isso pode ter alguma ligação com o enredo dos jogos, no qual Cheryl Mason, a personagem em que Sharon Da Silva foi baseada, é bem maior na sua reaparição no Silent Hill 3 como Heather do que no seu primeiro jogo.
Em 5 de maio de 2010 Don Carmody disse que espera poder começar as filmagens em Toronto no final da primavera no hemisfério norte
Em Agosto de 2010 Carmody disse que a sequência tinha "parado" devido à prisão de Avary, mas que ele ainda quer fazer Silent Hill 2 e tem uma configuração básica para ele.
Em novembro de 2010 foi anunciado que Michael J. Bassett irá tanto dirigir como escrever o roteiro do filme. Foi dito que o filme se chamaria Silent Hill: Revelation e será filmado em 3D. A história seguirá o jogo Silent Hill 3.
No dia 7 de fevereiro de 2011 foi anunciado que a atriz australiana Adelaide Clemens fará o papel de Heather Mason. Junto com ela, está escalado o ator Kit Harington. As filmagens começaram também na semana deste anúncio, em Toronto, no Canadá e terminaram no dia 6 de maio de 2011.

## Elenco
Silent Hill Revelation 3D.
| Ator               | Papel                            |
| ------------------ | -------------------------------- |
| Adelaide Clemens   | Heather Mason / Alessa Gillespie |
| Kit Harington      | Vincent Wolf                     |
| Sean Bean          | Harry Mason                      |
| Carrie-Anne Moss   | Claudia Wolf                     |
| Radha Mitchell     | Rose Da Silva                    |
| Malcolm McDowell   | Leonard Wolf                     |
| Deborah Kara Unger | Dahlia Gillespie                 |
| Martin Donovan     | Douglas Cartland                 |
| Peter Outerbridge  | Travis Grady                     |